# Iván Sidorenko
Iván Mijáilovich Sidorenko (en ruso: Иван Михайлович Сидоренко; 30 de agostojul./ 12 de septiembre de 1919greg.-19 de febrero de 1994) fue un francotirador soviético que sirvió en el Ejército Rojo durante la Segunda Guerra Mundial donde alcanzó el grado militar de mayor. Fue uno de los mejores francotiradores de la guerra, responsable de unas 500 bajas confirmadas.

## Biografía

### Infancia y juventud
Iván Sidorenko nació el 12 de septiembre de 1919 en el pueblo de Chantsovo en la gobernación de Smolensk (ahora situado raión de Glinkovsky, del óblast de Smolensk en Rusia), situada en la entonces RSFS de Rusia. En el seno de una familia campesina muy pobre. En la década de 1920, junto con su familia, se trasladó al Donbass, donde asistió a la escuela primaria durante diez años. En 1938 ingresó en la Escuela de Arte de Penza, al sureste de Moscú. En 1939, abandonó la Escuela y se alistó en el Ejército Rojo para entrenarse en la Escuela de Infantería Simferópol en Crimea, donde se graduó en 1941.

### Segunda Guerra Mundial
En 1941, participó en la batalla de Moscú como subteniente de una compañía de morteros. Durante la batalla, pasó mucho tiempo practicando como francotirador. Su caza de soldados enemigos tuvo tanto éxito, que sus comandantes le ordenaron que entrenara a otros soldados de su unidad, para este cometido se eligieron aquellos soldados con buena vista, conocimiento de las armas y resistencia física. Primero les enseñó la teoría y, luego, comenzó a llevarlos a misiones de combate con él. Los alemanes pronto comenzaron a entrenar a sus propios francotiradores en el área de operación de Sidorenko para hacer frente a la nueva amenaza planteada por él y sus hombres.
Sidorenko se convirtió en subcomandante del cuartel general del 1122.° Regimiento de Fusileros de la 334.° División de Fusileros del 4.° Ejército de Choque del Primer Frente Báltico. Si bien se dedicaba principalmente a enseñar, ocasionalmente peleó en batallas llevando a uno de sus entrenados con él. En una de estas excursiones, destruyó un tanque y tres tractores usando municiones incendiarias; sin embargo, fue herido varias veces. La más grave ocurrió en Estonia en 1944, por lo que permaneció hospitalizado hasta el final de la guerra. Sus superiores le prohibieron volver a combatir de nuevo, dado que era un entrenador de francotiradores muy valioso. A finales de 1944, sus superiores le ordenó asistir a la academia militar. Sin embargo, su herida no se curó adecuadamente y la guerra terminó cuando aún estaba hospitalizado.
Por decreto del Presídium del Sóviet Supremo de la Unión Soviética del 4 de junio de 1944  «por el cumplimiento ejemplar de las misiones de combate del comando en el frente de la lucha contra los invasores nazis y el coraje y heroísmo mostrados al mismo tiempo». El capitán Iván Mijáilovich Sidorenko recibió el título de Héroe de la Unión Soviética con la Orden de Lenin y la medalla Estrella de oro (N.° 3688).
Para el final de la guerra, Sidorenko fue acreditado con alrededor de 500 muertes confirmadas y haber entrenado a más de 250 francotiradores. Con el rango de mayor, fue uno de los francotiradores más exitoso de la Segunda Guerra Mundial. Utilizó un fusil de cerrojo Mosin-Nagant, equipado con una mira telescópica.
El rendimiento de Sidorenko, aunque fue excepcional no fue único, pues otros francontiradores soviéticos alcanzaron un número similar de bajas enemigas. Así por ejemplo, a Mijaíl Surkov se le atribuyen 702 bajas enemigas, a Vladímir Salbiev unas 601 bajas confirmadas, a Vasili Kvachantiradze alrededor de 534 bajas enemigas, y a Nikolái Yakovlevich Ilyin 494 bajas enemigas. Por otra parte, Simo Häyhä de Finlandia habría sido el mejor francotirador del Eje al tener en su haber 505 bajas confirmadas.

### Posguerra
Cuando la guerra terminó, Sidorenko se retiró del Ejército Rojo y vivió en la ciudad de Korkino en el óblast de Cheliábinsk en la zona de los Montes Urales, donde trabajó como capataz en una mina de carbón. En 1974, se mudó a la República Autónoma Socialista Soviética de Daguestán, en el Cáucaso. Donde falleció el 19 de febrero de 1994 en Kizlyar (Daguestán).

## Condecoraciones
|  | Héroe de la Unión Soviética (N.º 3688; 1944);                                                          |
|  | Orden de Lenin                                                                                         |
|  | Orden de la Guerra Patria de 1.er grado                                                                |
|  | Orden de la Estrella Roja                                                                              |
|  | Medalla Conmemorativa por el Centenario del Natalicio de Lenin «Al valor militar»                      |
|  | Medalla por la Victoria sobre Alemania en la Gran Guerra Patria 1941-1945 (1945)                       |
|  | Medalla Conmemorativa del 20.º Aniversario de la Victoria en la Gran Guerra Patria de 1941-1945 (1965) |
|  | Medalla Conmemorativa del 30.º Aniversario de la Victoria en la Gran Guerra Patria de 1941-1945 (1975) |
|  | Medalla Conmemorativa del 40.º Aniversario de la Victoria en la Gran Guerra Patria de 1941-1945        |
|  | Medalla del 30.º Aniversario de las Fuerzas Armadas de la URSS                                         |
|  | Medalla del 40.º Aniversario de las Fuerzas Armadas de la URSS                                         |
|  | Medalla del 50.º Aniversario de las Fuerzas Armadas de la URSS                                         |
|  | Medalla del 60.º Aniversario de las Fuerzas Armadas de la URSS                                         |
|  | Medalla del 70.º Aniversario de las Fuerzas Armadas de la URSS                                         |

## Biografía
- Sakaida,  Henry (2004). Heroes of the soviet union 1941-45 (en inglés). Osprey Publishing. ISBN 978-1-78096-652-6. OCLC 869382277.